# Dicranomyia (Dicranomyia) humidicola
Dicranomyia (Dicranomyia) humidicola is een tweevleugelige uit de familie steltmuggen (Limoniidae). De soort komt voor in het Nearctisch en Neotropisch gebied.